# Onychoprion lunatus
Onychoprion lunatus е вид птица от семейство Sternidae.

## Разпространение
Видът е разпространен в Американска Самоа, Индонезия, Кирибати, Маршалови острови, Микронезия, Малки далечни острови на САЩ, Палау, Северни Мариански острови, Соломоновите острови, САЩ, Фиджи и Френска Полинезия.